# Острув (Буський повіт)
Острув (пол. Ostrów) — село в Польщі, у гміні Віслиця Буського повіту Свентокшиського воєводства.
Населення — 200 осіб (2011).
У 1975-1998 роках село належало до Келецького воєводства.

## Демографія
Демографічна структура на день 31 березня 2011 року:
|          | Загалом | Допрацездатний вік | Працездатний вік | Постпрацездатний вік |
| -------- | ------- | ------------------ | ---------------- | -------------------- |
| Чоловіки | 96      | 18                 | 66               | 12                   |
| Жінки    | 104     | 19                 | 59               | 26                   |
| Разом    | 200     | 37                 | 125              | 38                   |